# Cuban Link
Cuban Link, pseudonimo di Felix Delgado (L'Avana, 14 dicembre 1974), è un rapper statunitense e membro della Terror Squad, crew di Fat Joe, Remy Martin, Armageddon, Prospect, Triple Seis e in cui militava anche Big Pun.

## Biografia
Felix nasce ad Havana, Cuba, e negli anni 1980 i suoi genitori emigrano negli Stati Uniti a New York (precisamente a South Bronx). Da adolescente, oltre ad aver imparato l'inglese americano, si ritrova con una notevole capacità lirica e metrica nata dal suo amore per l'hip hop. Si fa conoscere nel Bronx come Lyrical Assassin, distinguendosi per la passione nelle sfide di freestyle e per la sua bravura. Con Triple Seis e Big Pun costituisce la crew Full-A-Clips, per poi entrare nella Terror Squad. Qui dimostra maturità lirica e, per evidenziare il background cubano che lo contraddistingue, cambia nome in Cuban Link.
Nel 1997 appare in “Off The Books” dei Beatnuts, in seguito in “Glamour Life” di Big Pun (nell'album Capital Punishment). È un MC che, oltre a godere di un'elevata street-credibility nell'underground, interessa alle ascoltatrici femminili per il suo charm ed il suo flow. La morte di Big Pun nel 2000 lo scuote: oltre ad essere morto il suo rapper, è morto anche il suo amico. Gli dedica “Flowers For The Dead”, che diventa il suo primo singolo ad essere trasmesso in radio. Lo stesso anno realizza 24-K, album solista che nelle strade si guadagna il disco di platino. Dopo aver preso le distanze dalla sua etichetta Atlantic Records e dalla Terror Squad, Link si ritira in un silenzio di riflessione e prende la decisione di lavorare ad un altro LP solista. In realtà l'allontanamento è scandito da un'aggressione fatta a Link da Fat Joe, Armageddon e Prospect all'interno di un club. Il ragazzo ne uscirà con una cicatrice procuratagli da Joe.
Anche Triple Seis, per coalizzarsi dalla parte sua, abbandona la Terror Squad. Il nome previsto per il nuovo album è Chain Reaction, l'album è quasi ultimato e sono in corso trattative per un contratto tra la CLK Entertainment (etichetta fondata da Cuban Link) ed alcuni manager discografici. Il contratto, sfortunatamente, fallisce lasciando Cuban con un album tra le mani che non può pubblicare. Grazie all'esperienza accumulata ed alle molte collaborazioni con Ja Rule, N.O.R.E., M.O.P., Pink, Carl Thomas ed altri artisti, Cuban Link gode di un'elevata street-credibility nell'underground.

## Discografia
- 24K (non pubblicato)
- Chain Reaction (2005)